# Xylocopa ghilianii
Xylocopa ghilianii là một loài Hymenoptera trong họ Apidae. Loài này được Gribodo mô tả khoa học năm 1891.